# Adolphe Piéchaud
Pour les articles homonymes, voir Piéchaud.
Pour les autres membres de la famille, voir Famille Piéchaud.
Adolphe Piéchaud, connu également sous le nom de Karl-Adolphe de Combelle ou encore d'Adolphe Piéchaud de Combelle, né le 25 mars 1842 à Abzac (Gironde) et mort le 27 septembre 1899 à Claye-Souilly, est un médecin, chirurgien, ophtalmologue, peintre et écrivain français. Il est le fondateur du Journal d'ophtalmologie dont il fut le rédacteur en chef de 1872 à 1899.

## Biographie

### Jeunesse et formation
Adolphe Piéchaud est né en 1842 dans la maison familiale dite « Bothereau », dans le centre d'Abzac. Son père, Louis-Guillaume Piéchaud, alors maire de la petite ville, est un médecin de campagne estimé. Sa mère, Marie-Camille Lahens, est la fille d'un officier de santé et de la cadette d'une famille aristocratique bordelaise, Élisabeth de Combelle, dont Adolphe prendra souvent le nom pour signer ses créations artistiques. Adolphe est le troisième d'une fratrie de cinq enfants.
En 1855, sa famille s'installe à Bordeaux. Il fait ses études chez les Jésuites au Petit séminaire de Montauban.
Il fait ensuite, comme son frère Timothée Piéchaud, ses études de médecine à Bordeaux puis à Paris. En 1872, il est lauréat de la Faculté de médecine de Paris : 1re médaille, mémoire pour l'obtention du doctorat en médecine (Essai sur les phénomènes morbides de la pression intra-oculaire) couronné au concours. Il est, en 1876, lauréat de la Société médico-chirurgicale de Liège : son mémoire, l'Essai sur les cataractes traumatiques est encore couronné au concours.

### Carrière médicale
Auteur de publications scientifiques et de nombreux articles dans des journaux de médecine, il est médecin-adjoint et oculiste du Sénat durant 19 ans, médecin-inspecteur des écoles de la ville de Paris, médecin-inspecteur adjoint du Personnel enseignant du département de la Seine. Il fonda une clinique rue de Condé à Paris où il administrait des soins gratuits aux pauvres. Il résidait au 14 rue Monsieur-le-Prince à Paris.
Durant la guerre de 1870, il est chirurgien du 13e Corps de l'Armée de Paris et du 27e régiment d'infanterie territoriale, dans l'ambulance de feu le marquis de Hertford. Parallèlement, son cabinet reçoit l'élite de la société parisienne (politique, sciences, lettres et arts). Il est aussi médecin oculiste de la Société des auteurs et compositeurs dramatiques, de la Société des Artistes lyriques et dramatiques. Il ne se maria pas et n'eut pas d'enfant.
Il est rédacteur du journal Le Parti national. En 1872, il fonde le Journal d'Ophtalmologie dont il devient le rédacteur en chef. Officier d'académie, il est fait chevalier de la Légion d'honneur par décret du 29 décembre 1898.
Il meurt rue de Messy, à Claye-Souilly en Seine-et-Marne, chez le docteur Raymond Victor David.

### Vie artistique
Artiste peintre amateur, il présente plusieurs de ses œuvres au Salon de peinture, comme Le soir aux Andelys (Eure) en 1882.
Il fut ami, entre autres, d'Albert Sorel, historien, membre de l'Académie française, de François Coppée, de Karl Bodmer, de Pauline Delacroix-Garnier, ou encore de Rose Caron.

## Publications

### Médicales
- 1872 : Essai sur les phénomènes morbides de la pression intra-oculaire, Paris, H. Lauwereyns.
- 1875 : Observation de glaucome aigu ayant succédé à un glaucome inflammatoire chronique, Paris, G. Chamerot.
- 1876 : Essai sur les cataractes traumatiques, Annales de la Société médico-chirurgicale de Liège.
- 1878 : Pour servir de pétition à l'Assemblée nationale ; rapport sur l'usurpation de titres médicaux et secondairement sur le charlatanisme et l'exercice illégal de la médecine, Paris.
- 1888 : Les Misères du Siècle. Cérébraux, névropathes, la criminalité chez les enfants, alcooliques, amaurotiques et aveugles, Paris, Flammarion.

### Littéraires
- 1897 : Tiennette, conte, Paris.

## Œuvres
- Église de Criquebœuf (Normandie)
- Le soir, aux Andelys (Eure)
- Village de Gassicourt (Seine-et-Oise)[1]

## Distinctions
- Chevalier de la Légion d'honneur, décembre 1898, carrière.
- Officier d'académie.

## Portraits
- Alexandre Lunois, Le Docteur Piéchaud, oculiste, lithographie, petit in-4°, coll. Beurdeley[7].
- Édouard Debat-Ponsan, Le Docteur Adolphe Piéchaud.
- Pauline Delacroix-Garnier, Le Docteur Adolphe Piéchaud peignant.